# Stuart Alexander Henderson
Pour les articles homonymes, voir Stuart Henderson et Henderson.
Stuart Alexander Henderson  (19 septembre 1863-17 février 1945) est un homme politique canadien de la Colombie-Britannique. Il est député provincial de la libéral de la circonscription britanno-colombienne de Yale de 1903 à 1909.

## Biographie
Né à Lonmay (en) dans l'Aberdeenshire en Écosse, Henderson s'établit en Ontario avec son père en 1872. Il étudie à Ottawa, à l'Université de Toronto et à la Osgoode Hall Law School. En Ontario, il sert aussi dans la milice locale et comme conseiller municipal de la ville d'Ottawa.
Arrivé en Colombie-Britannique en 1897, il se lance dans la pratique du droit. Il occupe aussi la fonction de directeur de la Mutual Life Company of Canada. 
Élu député de Yale en 1903 et réélu en 1907, il est défait par le premier ministre en exercice Richard McBride. Il est à nouveau défait dans Lillooet en 1912.
En 1919, il défend avec succès la cause de Simon Gunanoot (en), marchand prospère de la région de Hazelton, contre une accusation de meurtre.
Il meurt à Victoria en 1945 à l'âge de 81 ans.